# سكوت دافي (لاعب كرة قدم)
سكوت دافي (بالإنجليزية: Scott Davie)‏ هو مدرب كرة قدم ولاعب كرة قدم بريطاني، ولد في القرن 20.